# João Gomes Júnior
João Luiz Gomes Júnior (Vitória, Brasil; 21 de enero de 1986), más conocido como João Gomes Júnior, es un nadador brasileño especializado en pruebas de estilo braza corta distancia, donde consiguió ser subcampeón mundial en 2017 en los 50 metros.
En el Campeonato Mundial de Natación de 2017 celebrado en Budapest ganó la medalla de plata en los 50 metros estilo braza, con un tiempo de 26.52 segundos que fue récord de América, tras el británico Adam Peaty y por delante del sudafricano Cameron van der Burgh.

## Carrera deportiva
Se unió a la delegación nacional que participó en el Campeonato Mundial de Natación de 2009 en Roma, donde compitió en los 50 y 100 metros pecho. Fue a la final en los 50 metros, terminando en séptimo lugar, y quedó 30.º en los 100 metros.
En los Juegos Suramericanos de 2010 en Medellín, obtuvo la medalla de plata en los 50 metros y la medalla de bronce en los 100 metros pecho.
En el Campeonato Pan-Pacífico de Natación de 2010 en Irvine, Estados Unidos, finalizó séptimo en los 50 metros y 13 en los 100 metros pecho.
En el Campeonato Mundial de Natación en Piscina Corta de 2010 en Dubái, fue 11º en los 50 metros pecho.
Participó en la Universiada de 2011, y fue medalla de plata en los 50 metros, y bronce en los 100 metros pecho.
En el Campeonato Mundial de Natación en Piscina Corta de 2012 en Estambul, Turquía, estuvo muy cerca de obtener una medalla histórica; terminó cuarto en los 50 metros pecho, y terminó 11 en los 100 metros pecho, además de ayudar al relevo de 4 x 100 Medley para llegar a la final, terminando cuarto.
En el Campeonato Mundial de Natación de 2013 en Barcelona, terminó quinto en la final de la carrera de los 50 metros pecho, y 14 en los 100 metros pecho.
En el Campeonato Pan-Pacífico de Natación de 2014 en Gold Coast, Australia, finalizó décimo en los 100 metros pecho.
En el Campeonato Mundial de Natación en Piscina Corta de 2014 en Doha, Catar, João ganó tres medallas de oro en tres relevos brasileños al participar en las clasificatorias: relevos de 4x50 metros medley, 4 x 100 metros medley y 4x50 metros medley mezclado . También terminó octavo en la final de los 50 metros pecho, y en 23 en los 100 metros pecho.
En el Trofeo Maria Lenk en abril de 2016, se clasificó para los 100 metros pecho de los Juegos Olímpicos de Verano 2016 en Río de Janeiro, ganando 59,06 en las rondas clasificatorias, la segunda mejor marca del mundo en el año, casi superando el récord sudamericano de 59s03 de Henrique Barbosa, obtenido en 2009 con super ropas.
Representó a Brasil en los Juegos Olímpicos de Río de Janeiro 2016 en Río de Janeiro; Nadó los 100 metros pecho con 59s31, alcanzando el quinto lugar en la final. También terminó en el sexto lugar en el relevo de 4 × 100 m medley en Brasil.
En el Campeonato Mundial de Natación de 2017 en Budapest, en los 50 metros pecho, rompió el récord en las Américas dos veces, con 26s67 en las eliminatorias y 26s52 en la final, obteniendo la medalla de plata. También finalizó 11º en los 100 metros pecho y 5º en el relevo de 4 × 100 metros medley, junto con Henrique Martins, Guilherme Guido y Marcelo Chierighini.
En el Campeonato Pan-Pacífico de Natación de 2018 en Japón, ganó una medalla de bronce en los 100 metros pecho, con un tiempo de 59s60.
En el Campeonato Mundial de Natación en Piscina Corta de 2018 en Hangzhou, China, finalizó sexto en los 50 m pecho, y 11 en los 100 m pecho.
En el Trofeo Maria Lenk de 2019, rompió el récord de las Américas en los 50 metros pecho, con un tiempo de 26.42.
En el Campeonato Mundial de Natación de 2019 en Gwangju, Corea del Sur, ganó la medalla de bronce en los 50 m braza masculino. Fue la primera vez que Brasil consiguió dos medallas en el mismo evento, en un Campeonato del Mundo: Felipe Lima consiguió la plata. En el relevo combinado de 4 × 100 m masculino, terminó sexto, lo que ayudó a Brasil a clasificarse para los Juegos Olímpicos de Tokio 2020. También terminó 11º en los 100 m braza.
En los Juegos Panamericanos de 2019 celebrados en Lima, Perú, João Gomes Jr. debuta en los Juegos Panamericanos tarde pero de manera eficiente, ganando el oro en los 100 m braza al derrotar al medallista olímpico Cody Miller y al subcampeón mundial de 2017 Kevin Cordes, con un tiempo de 59.51. También ganó una medalla de oro en el relevo combinado de 4 × 100 m mixtos y una medalla de plata en el relevo combinado de 4 × 100 m masculino.
En el Campeonato Mundial de Natación en Piscina Corta de 2021 en Abu Dhabi, Emiratos Árabes Unidos, en los 50 m braza, cerca de cumplir 36 años, ganó una medalla de bronce, con un tiempo de 25,80. También terminó cuarto en el relevo combinado de 4 × 50 m masculino.
En el Campeonato Mundial de Natación de 2022 celebrado en Budapest, Hungría, se clasificó tercero en las eliminatorias, pero fue descalificado en las semifinales de los 50 m braza. También terminó noveno en el relevo combinado de 4 × 100 m combinados, junto con Guilherme Basseto, Giovanna Diamante y Stephanie Balduccini y décimo en el relevo combinado de 4 × 100 m masculino, junto con Guilherme Basseto, Matheus Gonche y Luiz Gustavo Borges.